# Zurück zum Glück (Die-Toten-Hosen-Album)
Zurück zum Glück ist ein Studioalbum der deutschen Rockband Die Toten Hosen. Es wurde von Jon Caffery produziert und am 11. Oktober 2004 auf dem bandeigenen Label JKP veröffentlicht. Der Vertrieb der Tonträger wurde über Sony Music abgewickelt.
Bis auf den Song How Do You Feel?, eine Zusammenarbeit der Band mit dem britischen Musiker T. V. Smith, sind alle Liedtexte in deutscher Sprache verfasst. In den Texten geht es um Gefühle, Glauben, Wertvorstellungen und um die Vergänglichkeit des Seins. Drei weitere Lieder wie auch der Titelsong des Albums Zurück zum Glück sind mit Hilfe des Satirikers Funny van Dannen entstanden.
Zurück zum Glück erreichte als sechstes Album von Die Toten Hosen Platz eins der deutschen Charts und wurde bereits im Jahr 2004 für mehr als 200.000 verkaufte Exemplare in Deutschland mit einer Platin-Schallplatte ausgezeichnet.

## Gestaltung von Cover und Begleitheft
Die CD ist komplett mit dem PC lesbar und enthält neben den Audiodateien ein virtuelles Begleitheft, das mit einem Kopierschutz versehen ist. Das Cover des Designers Dirk Rudolph besteht aus Schwarz-Weiß-Porträts der einzelnen Bandmitglieder in der Form, als hätte man ein Fass mit Tinte darüber ausgeleert, so dass nur noch Teile der Gesichter zu erkennen sind. Dem Album ist zudem ein Begleitheft in Papierform beigelegt, das sämtliche Liedtexte und Fotografien der Bandmitglieder von Slavica Ziener enthält.

## Entstehung
Die Band probte zunächst über sechs Wochen in einem gemieteten Haus auf Ibiza, danach zog sie für weitere vier Wochen in den leerstehenden Komplex der ehemaligen Klinik von Julius Hackethal in Bayern, um weiter an Musikstücken für das neue Album zu arbeiten. Die beteiligten Musiker waren Sänger Campino, die Gitarristen Andreas von Holst und Michael Breitkopf, Bassist Andreas Meurer und Schlagzeuger Vom Ritchie. Mit den ersten Aufnahmen unter der Leitung vom Jon Caffery wurde im April 2004 im Studio 301 in Köln begonnen. Die Musikstücke Ich bin die Sehnsucht in dir und Goldener Westen wurden im Tonstudio Soundsolution 1 in Oberlahr von René Schulte vorproduziert. Die endgültige Abmischung und das Mastering des gesamten Albums wurde im Monoposto Studio in Düsseldorf vorgenommen.

## Themen und Titelliste
Wie bei allen anderen Produktionen von Die Toten Hosen schrieb Campino den größten Anteil der Liedtexte. Sie sind fast immer in der Ich-Perspektive verfasst. Unterstützt wurde er in den Liedern Wunder, Walkampf und im Titellied Zurück zum Glück von Funny von Dannen. Der Text zu How Do You Feel? stammt von T. V. Smith, mit dem die Band seit den Arbeiten zum Album Learning English Lesson One befreundet ist. Arezu Weitholz wirkte als Lektoratin im Titel Ich bin die Sehnsucht in dir.
Im Lied Alles wird gut vom Album Auf dem Kreuzzug ins Glück aus dem Jahr 1990 sangen Die Toten Hosen noch „Wir sind auf dem Weg in ein neues Jahrtausend. Auf dem Weg – ein Kreuzzug ins Glück! Wir sind auf dem Weg in ein neues Jahrtausend. Auf dem Weg – es geht nie mehr zurück.“
Im Jahr 2004 wählte die Band die Parole Zurück zum Glück als Albumtitel, weil diese nach ihrer Meinung die Stimmung zu jener Zeit in Deutschland beschrieb: „Alle haben Angst vor morgen, vor der Zukunft. Und jeder möchte sich daran festhalten, was er gestern hatte, zurück zu den glücklicheren Zeiten.“ Dementsprechend heißt es im Lied Zurück zum Glück: „Vorbei an Vorstadtkneipen, vorbei an Landtagswahlen, vorbei am Aufschwung Ost, vorbei an roten Zahlen. Woh – ho – ho – ho – ho, und voll vorbei am Glück, darum: ‚Alle Mann wieder zurück!‘ […] Wir sind auf dem Weg zurück, auf dem Weg zurück zum Glück.“

## Musik

In der Hymne Freunde besingt die Band melodisch ihr starkes Gemeinschaftsgefühl.

Auf dem Album Zurück zum Glück wurden die in der Rockmusik üblichen Instrumente, E-Gitarren, E-Bass und Schlagzeug eingesetzt. Wie in den Alben Opium fürs Volk aus dem Jahr 1996 und Unsterblich aus dem Jahr 1999 unterstützen Hans Steingen und sein Big Noise Orchestra und zudem der britische Musiker Tim Cross mit zum Teil am Synthesizer simulierten klassischen Instrumenten. Das Cello in Die Behauptung spielte Raphael Zweifel.

## Singles und Musikvideos
Dem Album voraus ging im September 2004 die Single Ich bin die Sehnsucht in dir. Der Tonträger enthält zusätzlich das Lied Fallen, und mit den Stücken Es geht auch ohne und Niemandslied zwei weitere Lieder, an denen Funny van Dannen beteiligt war. Das Musikvideo Ich bin die Sehnsucht in dir von Regisseur Philipp Stölzl illustriert mit zahlreichen kurzen Aufnahmen die vielfältigen Wunschträume, die ein Mensch haben kann.
Im Dezember 2004 wurde Walkampf vom Album ausgekoppelt und mit den zwei neuen Stücken Der letzte Sieg und Die No.1 von Flingern, in welchem Campinos Schwester Beate Frege als Gastsängerin in Erscheinung tritt, als Single veröffentlicht. Der Videoclip zu Walkampf ist ein Zeichentrickfilm von Andreas Hykade.
Auf der B-Seite der dritten Singleauskoppelung Alles wird vorübergehen befindet sich neben einer länger als vierminütigen Instrumentalversion des Musikstückes eine Coverversion des Songs Rockaway Beach von den Ramones. Als Video zur Single wurde, hauptsächlich auf den Musikkanälen Viva und MTV, eine Liveversion des Titels Alles wird vorübergehen gezeigt. Der Film wurde am 6. Juni 2004 beim Open-Air-Festival am Nürburgring unter der Regie von Paul Shyvers aufgenommen. Der gesamte Auftritt der Band wurde im August 2004 auf der DVD Rock am Ring 2004 – Live veröffentlicht.
Die Single Freunde, die im Jahr 2005 erschien, enthält als B-Seite das Stück Irgendjemand nur nicht ich und ein Cover des Songs The Guns of Brixton von The Clash. Das Video zu Freunde von Regisseur Sven Bollinger zeigt eine Person, deren Aussehen sich ständig in ein anderes Bandmitglied verwandelt, und es werden Fotos aus dem Leben der Musiker eingeblendet. Zum Schluss spielen Die Toten Hosen den Song in einer Halle in einem Bürogebäude.

## Resonanz

### Charterfolge und Auszeichnungen
Das Album erreichte Platz eins der Charts in Deutschland, Platz zwei in Österreich und Platz drei in der Schweiz. Es wurde im Jahr 2004 in Deutschland mit einer Platin-Schallplatte in Deutschland ausgezeichnet.

### Rezeption
Manfred Glamowski schrieb in der Zeitschrift Rock Hard im Jahr 2004, dass der gesamte Tonträger durch eine „hervorragende Produktion besteche“, das Album „aber zum Großteil zu poppig und geschliffen“ klänge. Alexander Cordas äußerte auf laut.de die Meinung, dass Zurück zum Glück „die Evolution vom Punk zum Rocker in logischer Konsequenz vollziehe“ und Die Toten Hosen klängen „nach über 20 Jahren Bandgeschichte bodenständiger denn je“. Birgit Fuß schrieb im Oktober 2004 im Rolling Stone, dass der Band mindestens seit dem Album Opium fürs Volk „kein so rundum überzeugendes und kein so hartes Album“ mehr gelungen sei.
Henning Richter merkte im Musikexpress vom November 2004 an, dass Zurück zum Glück „genau die Mischung biete, die ihre Anhänger bislang glücklich machte“ und er machte auf dem Album Zurück zum Glück „drei ausgesprochen harte Kracher“, „gewohnt flotten Punkhymnen“, „ein paar Westkurven-Gröler“ und „einen mauen Scherzsong“ aus. Schließlich stellte er fest, dass „Platten der Toten Hosen nicht gekauft werden, weil ihre Anhänger Überraschungen erwarten, sondern weil diese nach Bestätigung von Musikgeschmack und Weltbild suchen“. Die Aussage sah Richter damit bestätigt, dass etliche Konzerte ihrer Weihnachtstour bereits vor Veröffentlichung des Albums ausverkauft waren. Eine ähnlich Kritik äußerte Thorsten Zahn im Metal Hammer im Dezember 2004 und stellte zudem fest, dass „der Erfolg leider nie etwas über den Inhalt aussage“. Er beurteilt die Musikstücke als von „Mitgröhl-Rocker“, „Klischee-Gefühle“ und „spaßige Karnevals-Pflicht“ und schreibt, dass wenn „die Düsseldorfer dann mal die Innovation aufflammen lassen, verschwindet diese genau so schnell wieder im Mittelmaß wie sie kam.“ Dennoch gestand er der Band zu, dass sie „live eine Macht“ sind.